# 萨拉·伽马
萨拉·伽马（義大利語：Sara Gama，1989年3月27日—），意大利女子足球运动员。她曾以队长身份代表意大利国家女子足球队参加2019年国际足联女子世界杯，获得第七名。